# Angiopteris annamensis
Angiopteris annamensis là một loài dương xỉ trong họ Marattiaceae. Loài này được C.Chr. & Tardieu mô tả khoa học đầu tiên năm 1935.